# Henschel Hs 123
O Henschel Hs 123 foi um bombardeiro de mergulho desenvolvido e operado pela Alemanha Nazista na Guerra Civil Espanhola e Segunda Guerra Mundial.
Durante a Guerra Civil Espanhola, cinco Hs 123A foram utilizados na Legião Condor, sendo estas adquiridas pela Espanha e mais 11 unidades encomendadas no término do conflito, ficando em ativa na Força aérea espanhola até o ano de 1943, quando todas as 16 unidades foram destruídas em acidentes.
O Hs 123 também atuou na Invasão da Polônia e na Batalha da França. A aeronave ficou em serviço até o ano de 1944.
Depois de um tempo da Operação Barbarossa, os alemães cogitaram em voltar a fabricar o modelo, já que ele era o único modelo disponível que podia operar dos precários campos de pouso russos, mas isso não se iniciou pois os projetos haviam sido perdidos.